# Тросненская битва (1368)
Тро́стненская би́тва — вооружённое столкновение между войском Великого княжества Литовского во главе с князем Ольгердом и сторожевым отрядом Великого княжества Московского на дороге вблизи Озера Тростенское. По другой версии, событие произошло на реке Тростна (Трасна) — левом притоке реки Нары юго-западнее Москвы. Битва произошла во вторник 21 ноября 1368 года (некоторые источники ошибочно указывают дату 21 декабря).

## Накануне
В 1364 году от чумы умерли Всеволод и Семён Константинович, завещавший свой удел Белый Городок Михаилу Александровичу, что вызвало недовольство Еремея Константиновича. Митрополит Алексий поручил разобрать дело тверскому владыке Василию, и в 1366 году тот решил дело в пользу Михаила, за что был вызван в Москву и претерпел там протор велик. В 1367 г. Михаил отправился за поддержкой в Литву, к князю Ольгерду.
Воспользовавшись отсутствием Михаила Александровича, Василий Михайлович и Еремей совершили поход на Микулин. Однако Михаил вернулся от Ольгерда с литовской помощью, захватил в Твери жён Василия и Еремея, многих из их бояр, подошёл к Кашину, где находился Василий. Но по дороге, в селе Андреевском, его ждали послы от дяди и тверского епископа Василия. Они убедили Михаила помириться с Василием и Еремеем, целуя крест. Василий Михайлович должен был оставить Тверь племяннику, довольствуясь только Кашином.
В 1368 году дорогобужский князь Еремей Константинович приехал в Москву с требованием распределить уделы Тверского княжества. Великий князь Дмитрий и митрополит Алексей пригласили Михаила в Москву на третейский суд, гарантировав ему безопасность. Однако после суда князь Михаил Александрович и его бояре были схвачены. Неожиданный приезд в Москву ордынских послов напугал Дмитрия Ивановича. Взяв клятву «быть довольным и не жаловаться», он освободил Михаила. Кроме того, под давлением великого князя он должен был уступить князю Еремею Белый Городок, куда тот выехал с московским наместником.
В 1368 умер тверской князь Василий Михайлович и Михаил Александрович стал полноправным властителем Великого княжества Тверского. Под предлогом защиты сына Василия Михаила, Дмитрий Донской послал войска в Тверское княжество. Михаил бежал в Великое княжество Литовское, где вновь обратился за помощью к мужу своей сестры Ольгерду. Сумев скрытно провести все приготовления к походу, литовский князь двинулся на Москву (согласно московских летописей «первая Литовщина») .
Первую победу литовское войско одержало над князем Семеном Дмитриевичем Стародубским Крапивой на реке Ховхол (левый приток Протвы).
Далее, вероятно, пал Оболенск, князь Константин Юрьевич был убит.
Неожиданное появление войска Великого княжества Литовского «в силе тяжце» с юго-запада застало великого князя московского Дмитрия и его союзников врасплох.

В то же время войско Ольгерда, продолжая движение с юго-запада на Москву, оказывалось на южном берегу Москвы-реки. Однако, Московский Кремль (как и весь город в тот период) находился на берегу северном.

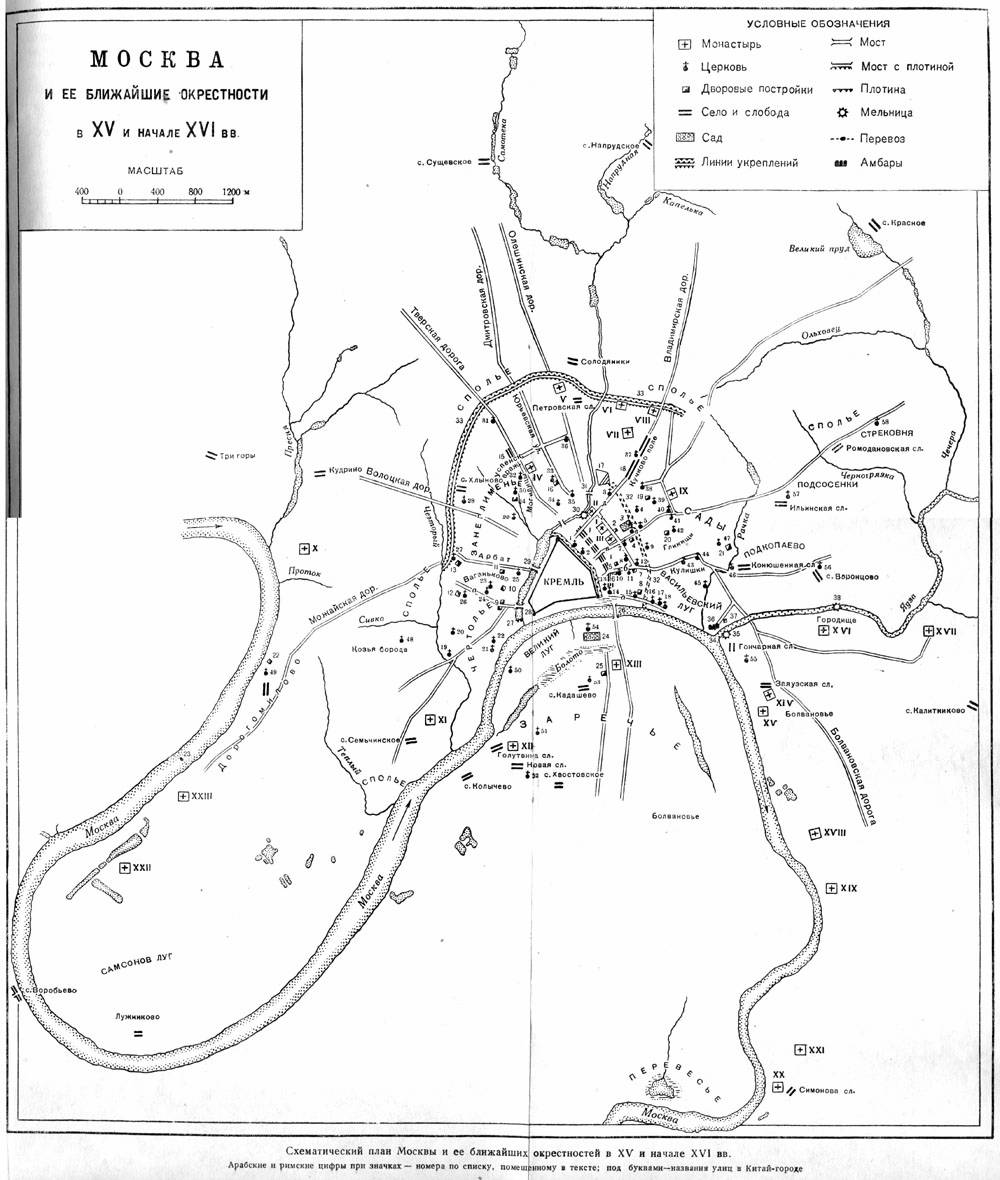
Moscow map, XV century

 Тем самым, у тяжеловооруженного войска Ольгерда было два варианта для подхода к Кремлю либо заранее осуществить переправу в брод на северный берег Москвы-реки, либо ожидать установления продолжительных минусовых температур для формирования крепкого льда. Очевидно, что холод, сам по себе, для литовцев, стал бы негативным фактором.
Последнее обстоятельство ставит под обоснованное сомнение версию о месте сражения на реке Тростна (Трасна) (притока Нары), поскольку последняя не только является малозначительным географическим объектом (протяженность мелководной реки всего 12 км), но и располагается на пути к Москве, который требовал от войска Ольгерда затем проходить глубокие броды Москвы-реки в холодное время года либо ждать наступления сильных морозов, что представляло смертельную опасность.  
Местом переправы, видимо, были выбраны мелкие броды в районе места, где ранее располагался древний город Руза. В том месте река еще не полноводна и позволяет тяжеловооруженной коннице и обозам преодолеть реку без потери времени и риска быть атакованными москвичами. В дальнейшем, единственным путем продвижения крупного войска Ольгерда могла стать Волоцкая дорога, к которой в то время (как и в настоящее) возможно было выйти по дороге от Рузы через деревню Вельяминово (ныне Аннино) и далее мимо Тростенского озера,  связывающего реки Озерну и Тростню, по которым проходил средневековый водный торговый путь.
Вероятно, разгадав замысел Ольгерда князь Дмитрий Иванович направил на встречу сторожевой полк, состоящий из москвичей, коломенцев и дмитровцев, под командованием воеводы Дмитрия Минина и Акинфа Шубы.

## Ход сражения
Учитывая, что войско Ольгерда многократно численно превосходило силы Минина и Шубы, то сражение с неприятелем на открытой местности не имело каких-либо шансов на успех москвичей. Принимая это во внимание, воеводы, руководившие сравнительно небольшими по численности отрядами, но состоявшими из лучших воинов, заняли позицию на самом высоком месте дороги 55°48′46″ с. ш. 36°23′43″ в. д., окруженной плотным лесом, исключавшим охват московских ратников.
21 ноября 1368 года литовское войско, не имея другого пути, вступила в сражение с московским сторожевым полком. Имея существенный перевес в численности войску Ольгерда удалось разбить московский отряд. Многие князья и бояре погибли, а полки московские были истреблены совершенно.

## Итоги
Победа в Тростненской битве открыла Ольгерду путь на Москву. Ольгерд, истязая пленников, спрашивал: где Великий Князь? и есть ли у него войско? Все ответствовали единогласно, что Димитрий в столице и еще не успел соединить сил своих. Московский князь Дмитрий вместе с митрополитом, боярами и своим двоюродным братом Владимиром Андреевичем заперся в Кремле. Три дня простояла литовская рать под каменными стенами Кремля, возведенными в 1366—1368 годах. Кремль не взяли, однако опустошили окрестности, взяли много пленников и скота. Ольгерд снял осаду, получив известие о нападении на Литву ливонских рыцарей. Литовское войско ушло на запад, разоряя всё на своём пути. Воспользовавшись отсутствием основных литовских сил, московские войска во главе с Владимиром Андреевичем провели ответные набеги в смоленскую и брянскую земли.
Дмитрий Иванович вынужден был вернуть Белый Городок князю Михаилу Тверскому.
На месте сражения была образована деревня Побоище, просуществовавшая до 1812 года, когда в ходе войны с Наполеоном была сожжена. В настоящее время место именуется урочище Побоище. Протекающая рядом река-ручей названа Побоенка 55°48′31″ с. ш. 36°24′17″ в. д..
Погибших в битве московских ратников свозили и хоронили в ближайшей в то время селе Вельяминово (ныне Аннино) на берегу ручья Переволочня, вскоре рядом была построена церковь.